# هاديآباد (مقاطعة فسا)
هاديآباد (بالفارسية: هادی‌آباد) هي قرية تقع في قسم ششده الريفي في إيران. يقدر عدد سكانها بـ 614 نسمة .